# Big Thing
Big Thing é o quinto álbum de estúdio do grupo Duran Duran, lançado mundialmente em 1988, o álbum alcançou a #15 no Reino Unido e a #24 nos EUA.

## Mudanças e o estilo do álbum
Em 1988, o clima musical estava mudando, virando para um groove mais baseado em dança. O Duran Duran era conhecido principalmente como um novo sintetizador de pops da década de 1980, e a banda estava sentada em uma encruzilhada na carreira; Big Thing foi sua facada na manutenção da popularidade do mainstream.
Voltando a mais grooves de sintetizadores e baixos do que seus esforços anteriores, Big Thing foi visto por muitos como o álbum "house music" da banda. Rotas como o primeiro single "I Don't Want Your Love", a faixa-título e o segundo single do álbum "All She Wants Is" cimentaram o ângulo de dança mais agressivo da banda.
Para obter a nova música tocada sem as noções preconcebidas de "banda adolescente", a banda enviou uma versão editada de três minutos das faixas "The Edge of America" e "Lake Shore Driving" para estações de rádio, conhecidas como "Oficial Bootleg: The LSD Edit ". A promoção foi creditada em "The Krush Brothers", que a banda também usou em algumas datas surpresa ao vivo.
Dance Music e ressalvas estilísticas de lado, Big Thing foi um álbum de contrastes. Enquanto a sensação geral era uma resposta à House Music e à música rave, uma série de faixas no álbum retornaram aos arranjos mais exuberantes da banda. Rotas como "Land", "Palomino" e o single "Do You Believe In Shame?" tinha mais em comum com "Save a Prayer" ou "The Seventh Stranger" do que com Chicago house.
O álbum também contém duas faixas curtas intituladas "Interlude One" e "Flute Interlude", que foram de natureza mais experimental do que qualquer coisa que a banda já havia feito antes. A banda repetiria o uso desses "interlúdios" em futuros álbuns com "Shotgun" que aparecem em The Wedding Album (1993), "Fragment" e "Kiss Goodbye" em Pop Trash (2000) e "Return to Now" e "A Diamond in the Mind" em "All You Need Is Now" (2011).
Enquanto o álbum e os dois primeiros singles fizeram um sucesso favorável nas paradas, o fracasso relativo do terceiro single "Do You Believe In Shame?" (alcançou a #30 no Reino Unido) matou qualquer chance de um quarto single do álbum. Uma remix de "Drug (It's Just a State of Mind)", que havia sido gravada com o produtor Marshall Jefferson, em abril de 1989, foi tentativa como essa.
Um breve duelo legal cercou a estreita semelhança da melodia de "Do You Believe In Shame?" com a do clássico "Suzie Q" de Dale Hawkins (mais conhecido por Creedence Clearwater Revival). Foi julgado que não havia nenhum plágio intencional neste caso.
O álbum foi finalmente reeditado com o mix original de Daniel Abraham de "Drug" adicionado como uma faixa bônus, lançado anteriormente como um b-side para o single "Do You Believe in Shame"?.

### Warren Cuccurullo
O guitarrista Warren Cuccurullo começou a trabalhar com Duran Duran no meio da gravação do álbum Notorious de 1986, depois da partida acrimoniosa do ex-guitarrista Andy Taylor. Enquanto ele ainda não era um membro efetivo da banda, nem um verdadeiro parceiro de composição, Big Thing era o primeiro álbum completo com o qual Cuccurullo estava envolvido. Suas contribuições podem ser sentidas em todo o registro, da "guitarra main vamp" em "All She Wants Is" para o solo de guitarra enlouquecido na faixa de encerramento do álbum original "Lake Shore Driving".
Ao contrário da crença popular, Chester Kamen toca violão em "I Do not Want Your Love" (embora seja Cuccurullo que aparece no video).
No final da turnê global do The Electric Theatre promovendo Big Thing em 1989, Warren Cuccurullo tornou-se um membro em tempo integral da banda junto ao baterista Sterling Campbell. Campbell ficara em mais um álbum (Liberty), enquanto Cuccurullo permaneceria com a banda até 2001.

### Dedicação
Pela primeira vez em sua carreira, os membros da banda decidiram escrever notas de dedicação pessoal no encarte do álbum, agradecendo assim a Alex Sadkin que foi morto em um acidente de carro no final de 1987, Andy Warhol, que morreu no início de 1987 e David Miles, um amigo de infância de Le Bon que morreu de um cigarro de drogas ilegais durante a criação do álbum.

## Faixas
Todas as canções foram compostas e escritas por Duran Duran.
1. "Big Thing" – 3:41
2. "I Don't Want Your Love" – 4:06
3. "All She Wants Is" – 4:34
4. "Too Late Marlene" – 5:08
5. "Drug (It's Just A State Of Mind)" – 4:36
6. "Do You Believe In Shame?" – 4:23
7. "Palomino" – 5:19
8. "Interlude One" – 0:32
9. "Land" – 6:12
10. "Flute Interlude" – 0:32
11. "The Edge Of America" – 2:37
12. "Lake Shore Driving" – 3:03
13. "Drug (Daniel Abraham Mix)" – 4:18

### Singles
1. "I Don't Want Your Love" (Setembro de 1988) (#14 GBR, #4 EUA)
2. "All She Wants Is" (Dezembro de 1988) (#9 GBR, #22 EUA)
3. "Do You Believe In Shame?" (Abril de 1989) (#30 GBR, #72 EUA)

## Formação
- Simon Le Bon - vocal
- Nick Rhodes - teclados
- John Taylor - baixo

Com:
- Warren Cuccurullo - guitarra
- Sterling Campbell - bateria
- Steve Ferrone - bateria

| Críticas profissionais                                                      | Críticas profissionais |
| Avaliações da crítica                                                       | Avaliações da crítica  |
| Fonte                                                                       | Avaliação              |
| --------------------------------------------------------------------------- | ---------------------- |
| allmusic                                                                    | [ 1 ]                  |
| Esta tabela precisa de ser acompanhada por texto em prosa. Consulte o guia. |                        |

## Paradas
Álbum
| Ano  | Parada musical | Posição |
| ---- | -------------- | ------- |
| 1988 | Billboard 200  | 24      |
| 1988 | UK Albums      | 15      |